# Obraz Matki Bożej Kalwaryjskiej
Matka Boża Kalwaryjska, Matka Boska Płacząca – obraz znajdujący się w bocznej kaplicy bazyliki Matki Bożej Anielskiej w Kalwarii Zebrzydowskiej, przedstawiający Matkę Bożą z Dzieciątkiem (typ Eleusa), powstały prawdopodobnie w I połowie XVII wieku. Przez wiernych uważany za łaskami słynący, popularnie zwany cudowny.

## Historia

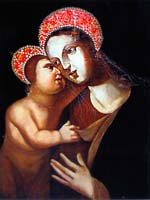
Obraz Matki Bożej Kalwaryjskiej bez sukienki i koron.

Obraz Matki Bożej z Dzieciątkiem nieznanego autora, powstał na początku XVII w. pod wpływem wizerunku Matki Bożej w kościele parafialnym w Myślenicach, ale nie jest jego kopią. Pierwszym znanym właścicielem obrazu był proboszcz w Krzywaczce, następnie proboszcz w Marcyporębie, potem jego bratowa Magdalena z Paszkowskich Dobrocieska, która z kolei w 1639 r. przekazała go swojemu bratu Stanisławowi Paszkowskiemu h. Radwan, który powiesił obraz w jednej ze swych komnat w dworze w Kopytówce. 3 maja 1641 r. wieczorem Elżbieta Paszkowska, żona Stanisława, zauważyła krwawe łzy płynące z oczu Madonny.
5 maja 1641 ojcowie Bernardyni otrzymali pod opiekę obraz. Początkowo obraz ten z polecenia biskupa krakowskiego Jakuba Zadzika został przeniesiony do zakrystii, gdzie miał pozostawać do czasu wyjaśnienia jego cudownego charakteru. W 1656 władze kościelne zezwoliły na jego publiczną cześć, uznając go za łaskami słynący i został umieszczony ponownie w kościele głównym.
W latach 1658–1667 przy południowej ścianie kościoła zbudowano kaplicę, w której w 1667 umieszczono cudowny wizerunek. Świątynia została ufundowana przez Michała Zebrzydowskiego.
Koronacja cudownego obrazu Matki Bożej Kalwaryjskiej miała miejsce 15 sierpnia 1887. Korony przygotował według własnego projektu krakowski złotnik Władysław Wojciechowski. W koronie Matki Boskiej jest 11 szmaragdów, 9 szafirów, 4 rubiny 2 rubinspinelle i 286 brylantów, a Dzieciątka 9 szmaragdów, 9 szafirów, 6 rubinspinelli i 280 brylantów. Koronacji dokonał kard. Albin Dunajewski. W uroczystościach uczestniczyli m.in. arcybiskup lwowski Seweryn Morawski i ormiański Izaak Isaakowicz. Złotą koronę dla Dzieciątka Jezus ufundowali pielgrzymi ze Śląska Cieszyńskiego, natomiast dla Matki Bożej wierni z diecezji krakowskiej. Insygnia zostały pobłogosławione przez papieża. W latach 1936–1937 inż. Stanisław Jamroz zaprojektował nową marmurową nastawę ołtarzową dla obrazu Matki Bożej Kalwaryjskiej.

## Sukienki wotywne obrazu Matki Bożej Kalwaryjskiej
Obraz posiada 5 sukienek wotywnych. Najstarszą zachowaną jest sukienka koralowa pochodząca z okresu sprzed koronacji w 1887. Sukienka na stałe jest przymocowana do feretronu kopii cudownego obrazu, uczestniczącego w kalwaryjskich nabożeństwach. Następną jest sukienka koronacyjna uszyta przez felicjanki z ich założycielką bł. Angelą Truszkowską na koronację obrazu w 1887 roku. Została ona wykonana z jasno szafirowego aksamitu. Nad koroną umieszczono srebrną blachę. Została wyhaftowana w złote i srebrne kwiaty, obwiedzione perłami. Część kwiatów, szczególnie te na środku sukienki powstały z przekazanej na ten cel starej biżuterii. Na sukience umieszczono naszyjnik z 26 sznurów pereł ozdobionych złotymi i srebrnymi wotami. W dowód wdzięczności za pielgrzymkę Jana Pawła II do Polski w 2002, Bernardyni ufundowali w 2003 nową sukienkę dla obrazu Matki Bożej Kalwaryjskiej, na której znajduje się podarowany przez Ojca Świętego perłowy pektorał, sukienka ma nawiązywać do tradycyjnego wzoru kalwaryjskich sukienek. Z okazji jubileuszu 1050-lecia chrztu polski zostaje ufundowana sukienka bordowa uszyta przez s. Wandę Sikorską, westiarkę. Bordowy kolor ma się kojarzyć i nawiązywać do pasyjnego charakteru sanktuarium. Wokół wotów dziękczynnych na sukience, dokładnie nad rączką Jezuska znajduje się pierścień kardynalski Karola Wojtyły. 16 sierpnia 2020 została poświęcona nowa suknia wotywna, jest wykonana z blachy mosiężnej i pokryta złotem i srebrem. Jest darem przewodników kalwaryjskich w roku 100. rocznicy urodzin świętego Jana Pawła II. Wszystkie sukienki obrazu mają wzór kwiatowy. Z inicjatywy kustosza kalwaryjskiego powstała w 2018 gigapikselowa fotografia cudownego obrazu Matki Bożej Kalwaryjskiej oraz sukienek zdobiących obraz. 
Z okazji 40-lecia pontyfikatu Jana Pawła II na krakowskiej ulicy franciszkańskiej 3 w oknie papieskim została wykonana mozaika papieża, na której znajdują się wzory kwiatów nawiązujące do wzorów na koronacyjnej sukience Matki Bożej Kalwaryjskiej.

## Kaplica Matki Bożej Kalwaryjskiej

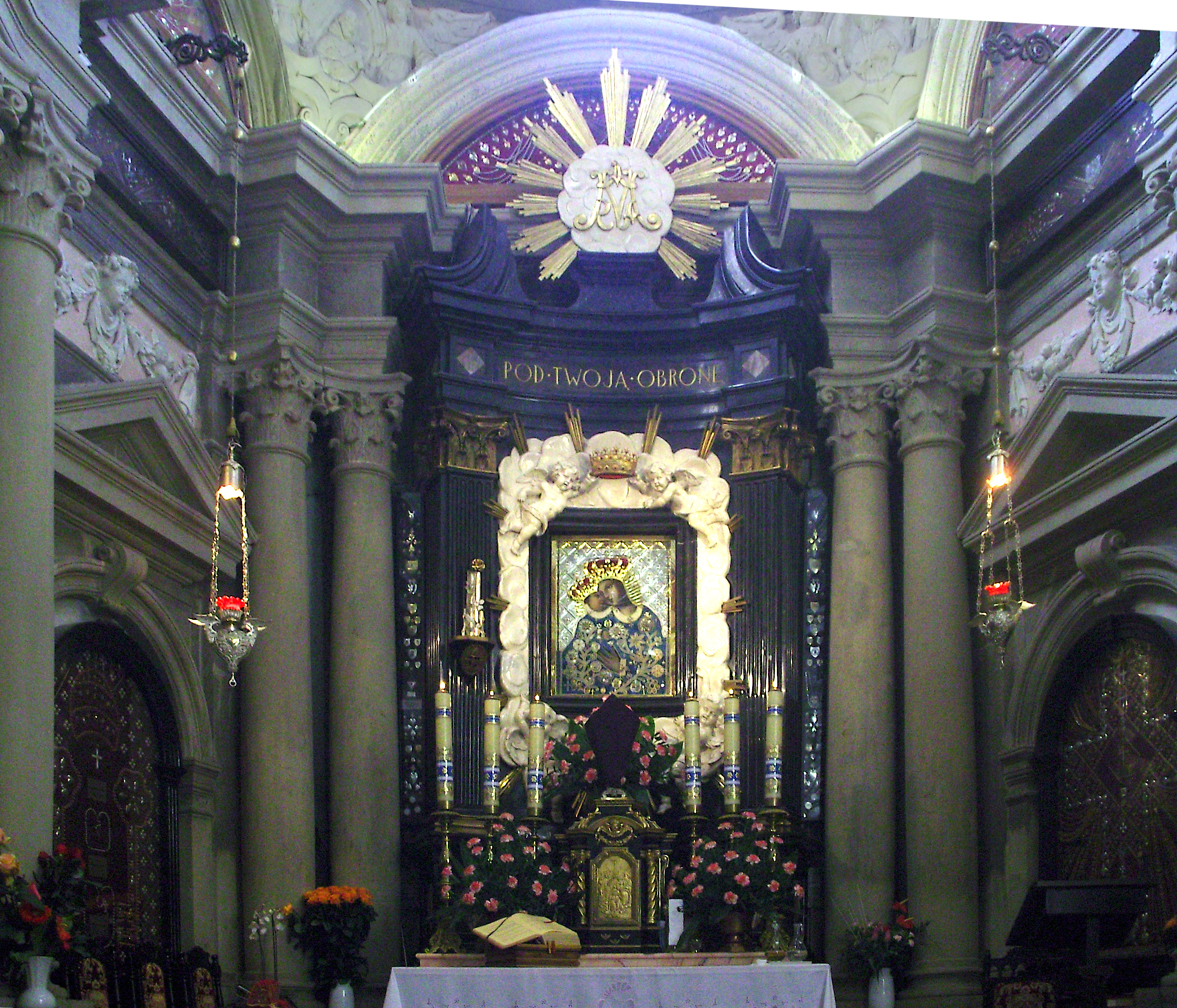
Kaplica z obrazem Matki Bożej Kalwaryjskiej.

Duży kontrast światła wpadającego wyłącznie przez okna w górnej części i latarnię kopuły, a w dolnym półmroku, rozstawione parami masywne kolumny, jak również mocno zarysowane gzymsy nad owalnymi arkadami reprezentują w tej kaplicy barok już dobrze „rozwinięty”. Poza tym dekoracja stiukowa wnętrza kopuły nosi wyraźne ślady wpływów włoskiego mistrza Jana Chrzciciela Falkoniego. Obrazy w sześciu polach między stiukami wykonał w 1887 r. kalwarianin z pochodzenia prof. Antoni Gramatyka. W tym też roku obraz cudowny otrzymał złote korony. Gruntowna restauracja wnętrza kaplicy odbyła się w latach 90. XX w. Firma Stawowiaków z Krakowa odnowiła malowidła wnętrza, a Jadwiga Wyszyńska dokonała konserwacji cudownego obrazu. W latach 2012–2013 odbyła się gruntowna konserwacja wnętrza kaplicy. W lipcu 2018 roku zainstalowano nowe i lepsze oświetlenie w trosce o uwypuklenie wdzięku obrazu i piękna architektury kaplicy oraz jej uposażenia. Dobrano odpowiednie natężenie światła i jego barwę. Oprócz obrazu i detali ołtarza, podkreślono obecność Najświętszego Sakramentu w tabernakulum doświetlając sam środek kaplicy.
Obraz Matki Bożej Kalwaryjskiej był miejscem częstych modlitw Karola Wojtyły – Jana Pawła II. Jako papież odwiedził sanktuarium dwukrotnie: 7 czerwca 1979 oraz podczas swojej ostatniej pielgrzymki do Polski, 19 sierpnia 2002 roku.
W stulecie koronacji obrazu, 10 czerwca 1987 przekazał dla sanktuarium złotą różę. Ceremonia miała miejsce podczas III pielgrzymki papieża do Polski, podczas Mszy św. na krakowskich Błoniach. Na tę okoliczność obraz został przewieziony i umieszczony przy ołtarzu na Błoniach. Dziś wotum znajduje się w ołtarzu przy wizerunku:

Pragnę u stóp Maki Bożej Kalwaryjskiej złożyć papieską różę, jako wyraz wdzięczności za to, czym była i nie przestaje być w moim życiu.

Umiłowani Bracia i Siostry! Przybywam dziś do tego Sanktuarium jako pielgrzym, tak jak przychodziłem tu jako dziecko i w wieku młodzieńczym. Staję przed obliczem kalwaryjskiej Madonny, jak wówczas, gdy przyjeżdżałem tu jako biskup z Krakowa, aby zawierzać Jej sprawy archidiecezji i tych, których Bóg powierzył mojej pasterskiej pieczy. Przychodzę tu i jak wtedy mówię: Witaj! Witaj, Królowo, Matko Miłosierdzia!

Benedykt XVI modlił się przed obrazem Matki Bożej 27 maja 2006, podczas pierwszej pielgrzymki do Polski:

Podczas pierwszej podróży do Polski Jan Paweł II nawiedził to Sanktuarium i swoje przemówienie poświęcił modlitwie. Na koniec powiedział: I o to proszę, proszę, abyście się za mnie tu modlili, za życia mojego i po śmierci.
Dzisiaj chciałem się zatrzymać na moment w kaplicy Matki Bożej i z wdzięcznością pomodlić się za niego, zgodnie z jego prośbą. Idąc za przykładem Jana Pawła II, ja również zwracam się do was z serdeczną prośbą, abyście się modlili za mnie i za cały Kościół.

## Słynne kopie obrazu
- w kościele pw. św. Szymona i Judy Tadeusza w Skawinie
- w kościele w Podolu k. Gródka nad Dunajcem (w głównym ołtarzu)
- w kaplicy Matki Bożej Kalwaryjskiej w Praszce - koronowany na prawie papieskim w 2014
- w kościele Bernardynów w Radecznicy (w bocznym ołtarzu)
- w kościele Bernardynów w Wetlinie (w bocznym ołtarzu)

## Filatelistyka
Poczta Polska wyemitowała 18 maja 1994 r. znaczek pocztowy przedstawiający obraz o nominale 4000 złotych. Autorem projektu znaczka był Zbigniew Stasik. Znaczek pozostawał w obiegu do 31 grudnia 1996 roku.